# Teofil Głowacki

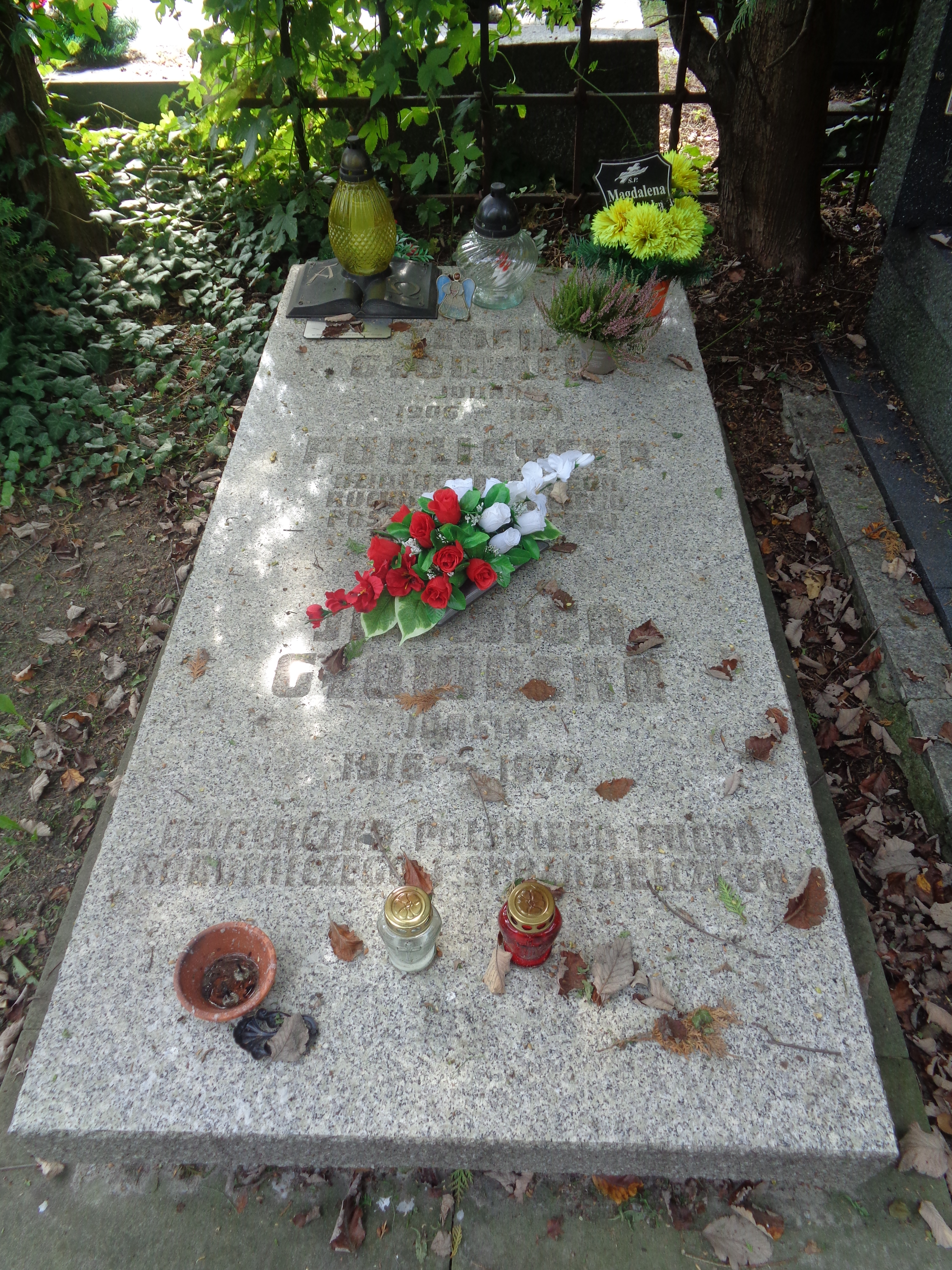
Grób Teofila Głowackiego na cmentarzu Wojskowym na Powązkach w Warszawie

Teofil Maksymilian Głowacki, ps. Julian, Głóg, Nauczyciel, Teofil Głogowski, Mieczysław Janicki (ur. 11 maja 1906 w Ostrowcu Świętokrzyskim, zm. 2 lutego 1971 w Warszawie) – polski działacz społeczny, dziennikarz, ekonomista, polityk socjalistyczny i komunistyczny, członek konspiracji, poseł na Sejm PRL II i III kadencji.

## Życiorys

### Wczesne lata
W 1914 jego rodzina zamieszkała w Radomiu, gdzie ukończył Państwowe Seminarium Nauczycielskiego pod dyrekcją ks. Józefa Rokosznego, rektora kościoła św. Katarzyny. W 1926 wstąpił do Polskiej Partii Socjalistycznej. Jeszcze w tym samym roku wyjechał na Śląsk, gdzie został nauczycielem, a także publicystą „Gazety Robotniczej”, a następnie członkiem Komunistycznej Partii Polski.
Głowacki pracował w Katolickiej Męskiej Szkole Powszechnej w Łagiewnikach, a pod koniec swojego pięcioletniego pobytu na Śląsku w szkole w Raszycach.
Należał do Związku Polskiego Nauczycielstwa Szkół Powszechnych, Towarzystwa Czytelni Ludowych, Polskiego Towarzystwa Esperantystów i  Robotniczego Stowarzyszenia Esperantystów.

### Działalność w Warszawie
W 1931 rozpoczął studia na Wolnej Wszechnicy w Warszawie. Związał się z komunizującym ZNMS „Życie”, redagował „Kronikę Terroru” dla Międzynarodowej Organizacji Pomocy Rewolucjonistom, ale wciąż pozostawał formalnie członkiem PPS. W 1933 został aresztowany i postawiony przed sądem za rzekomą działalność na rzecz Komunistycznej Partii Zachodniej Ukrainy.
Po opuszczeniu aresztu rozpoczął pracę w Robotniczym Towarzystwie Przyjaciół Dzieci i decyzją Tomasza Arciszewskiego objął kierownictwo nad placówką w Puszczy Mariańskiej, a następnie w Helenowie. Pracę stracił w związku z procesem o powiązania z KPZU, a po uniewinnieniu przez krótki czas był nauczycielem w prywatnej szkole im. Karola Boromeusza przy ul. Chłodnej w Warszawie. Pracę stracił gdy doniósł wizytatorowi, Teofilowi Wojeńskiemu z ZNP, o przypadkach wykorzystywania seksualnego chłopców przez woźną.
W 1936 objął stanowisko sekretarza oddziału Związku Zawodowego Pracowników Spółdzielczych. Jako związkowiec wspierał strajk redakcji „Dziennika Porannego” oraz Powszechnej Robotniczej Spółdzielni Spożywców w Żyrardowie w 1937. Po upadku strajku w Żyrardowie został zwolniony ze związku i pracował w Spółdzielni Spożywców „Zjednoczenie” oraz działał w sekcji spółdzielczej Organizacji Młodzieży Towarzystwa Uniwersytetu Robotniczego. Był też współpracownikiem „Dziennika Ludowego”.

### II wojna światowa
W latach 1943–1944 pełnił funkcję przewodniczącego Robotniczej Partii Polskich Socjalistów, w 1944 sekretarza Centralnego Komitetu Ludowego. Uzyskał stopień porucznika Polskiej Armii Ludowej, wziął udział w powstaniu warszawskim. W jego trakcie brał udział w walkach na Mokotowie, ewakuował się z ludnością cywilną. 

### Losy powojenne
Po wojnie wstąpił do Polskiej Partii Socjalistycznej, w latach 1947–1948 był członkiem jej Rady Naczelnej, następnie należał do Polskiej Zjednoczonej Partii Robotniczej. Zawodowo pracował na stanowisku redaktora naczelnego „Głosu Pracy”, przewodniczył Komisji Prasowej Centralnej Rady Związków Zawodowych.
W 1957 i 1961 był wybierany na posła na Sejm PRL w okręgach kolejno Tomaszów Lubelski i Zamość. Przez dwie kadencje pracował w Komisji Kultury i Sztuki, a w Sejmie II kadencji ponadto w Komisji Mandatowej i Komisji Pracy i Spraw Socjalnych, natomiast w Sejmie III kadencji w Komisji Spraw Zagranicznych.
Autor haseł w Polskim Słowniku Biograficznym i Słowniku biograficznym działaczy polskiego ruchu robotniczego.
Pochowany na cmentarzu Wojskowym na Powązkach (A32/1/8).

## Życie prywatne
Był synem Pawła i Marii z domu Hibner, miał dwie siostry: Dorotę, działaczkę Komunistycznej Partii Polski i Zofię, żonę Witolda Stankiewicza. Żonaty z Jadwigą Kulińską, miał córkę Magdalenę. Przyrodnim bratem żony Głowackiego był Kazimierz Kąkol.

## Opublikowane książki
- Wymarsz: poezje (1931)
- Niemcy w piątym roku wojny (1944)
- Rolnictwo radzieckie w świetle uchwał XX zjazdu KPZR (1956)
- Jan Kawalec (1967)
- Górny bieg: pamiętniki (1968, 1983)